# José María Latorre
José María Latorre Fortuño (Zaragoza, 19 de septiembre de 1945 - 14 de noviembre de 2014) fue un autor de guiones para el cine y televisión, crítico cinematográfico y escritor de terror y suspense español.

## Trayectoria
Con más de treinta títulos publicados, su escritura se caracteriza por su estilo sobrio y un lenguaje cuidado y conciso, fundamental para crear ambientes opresivos, en que ningún detalle sobra.
Entre sus cuentos macabros, se cuentan La noche de Cagliostro (imaginaria aventura del célebre médico y ocultista veneciano Alessandro di Cagliostro), Silencio, El lecho vacío y Recuerda mis sueños. Su relato Instantáneas ha sido traducido al polaco e italiano; estas historias se encuentran reunidas en el volumen La noche de Cagliostro y otros relatos de terror, publicado por Valdemar, prestigiosa editorial del género.

## Premios
- Premio Literario Villa de Benasque por el cuento “Número ausente” (publicado en el libro La noche de Cagliostro y otros relatos)
- Premio "Degeneración de los 80" por la novela School Bus
- Premio Gigamesh por el ensayo El cine fantástico
- Premio "Ciudad de Barbastro" por la novela El hombre de las leyendas
- Premio San Pancracio, Extremadura, a la mejor labor crítica
- Premio Gran Angular, de Ed. SM, por la novela La mirada de la noche
- Premio a la Crítica, Festival de Astorga
- Finalista al Premio Literatura Joven Ciudad de Toledo por la novela Osario
- Finalista al Premio Edebé por la novela La incógnita del volcán
- Mejor libro del año por la novela la mirada de la noche

## Antologías
- Aquelarre. Antología del cuento de terror español actual (* Aquelarre. Antología del cuento de terror español actual. Cuentos de Alfredo Álamo, Matías Candeira, Santiago Eximeno, Cristina Fernández Cubas, David Jasso, José María Latorre, Alberto López Aroca, Lorenzo Luengo, Ángel Olgoso, Félix Palma, Pilar Pedraza, Juan José Plans, Miguel Puente, Marc R. Soto, Norberto Luis Romero, Care Santos, José Carlos Somoza, José María Tamparillas, David Torres, José Miguel Vilar-Bou y Marian Womack. Salto de Página, Madrid, 2010; edición de Antonio Rómar y Pablo Mazo Agüero). ISBN 978-84-15065-02-9